# Gérard Rousset
Gérard Rousset   (Valença, 9 d'abril de 1921 - Vesoul, 3 de febrer de 2000) va ser un tirador d'esgrima francès, especialista en espasa, que va competir durant la dècada de 1950.
El 1956 va prendre part en els Jocs Olímpics d'Estiu de Melbourne, on quedà eliminat en sèries en la competició d'espasa per equips del programa d'esgrima.
En el seu palmarès destaca una medalla de plata al Campionat del Món d'esgrima de 1953.